# スウェーデンの喫煙

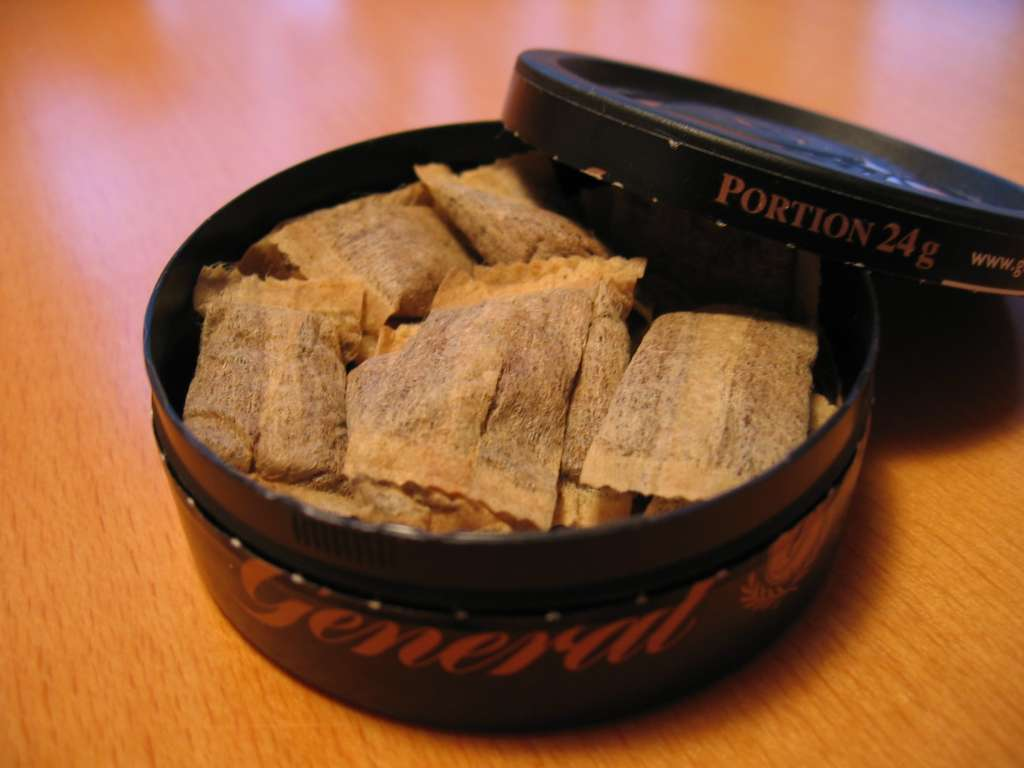
スウェーデンの商標 General の小分けされたスヌース

スウェーデンの喫煙（スウェーデンのきつえん）では、スウェーデンにおける喫煙の諸相について記述する。

## 概要
スウェーデンではタバコの普及率がかなり低く、スウェーデン人男性の17%が喫煙するに過ぎない。
喫煙は2005年5月以来全てのバーとレストランで禁止されている。スウェーデン人の大多数がその禁止に同意している。
スウェーデンは2000年まで成人の毎日喫煙罹患率20%以下というWHOの目標を達成している唯一のヨーロッパの国であった。スウェーデンは「スヌース」と呼ばれる湿性嗅ぎタバコ製品の使用が高水準であり、喫煙の代わりとして使用するスウェーデン人もいる。